# The Car of Chance
The Car of Chance er en amerikansk stumfilm fra 1917 af William Worthington.

## Medvirkende
- Franklyn Farnum som Arnold Baird.
- Agnes Vernon som Ruth Rennett.
- Helen Wright som Mrs. Bennett.
- Molly Malone som Wanda Heimstone.
- Mark Fenton som James Bennett.